# Brazil...
Albums de The Ritchie Family
Arabian Nights...
Brazil est le titre du premier album du groupe The Ritchie Family.

## Autour de l'album
L'album est enregistré au cours de l'année 1975.
La première face du vinyle est un long mix entre trois chansons qui sont toutes des reprises et qui se termine sur Brazil.
Le groupe est alors composé de trois vocalistes recrutées afin d'assurer la promotion de la chanson titulaire:  Cheryl Mason-Jacks, Cassandra Ann-Wooten et Gwendolin Oliver. Ce trio, des premières années, enregistrera les albums des années 1976 et 1977 avant d'être remplacé par d'autres chanteuses.
Brazil est le premier extrait de l'album et le plus gros succès de l'album. Il se classera à la treizième place du billboard hot 100, durant 7 semaines consécutives à la première place du hot dance club charts ainsi que dans le top 20 de nombreux pays européens.
L'extrait suivant I want to dance with you (dance with me) sera commercialisé dans une version de 6 min 12 s devenue rare, car uniquement disponible sur le maxi single de l'époque. La chanson se classera à la 84e place du Billboard hot 100 et sera couplée à Lady Champagne.
"Hot trip", la face B du single "Brazil", est un instrumental qui ne fait pas partie de l'album.

## Titres

### Face A
- Peanut Vendor 6 min 40 s
- Frenesi 8 min 05 s
- Brazil 5 min 12 s

### Face B
- Dance with me 3 min 35 s
- Life is fascination 3 min 05 s
- Lady Champagne 2 min 25 s
- Let's Pool 4 min 05 s
- Pinball 3 min 00 s

## Singles et Maxi-singles
- Brazil (3 min 52 s)/Hot trip (2 min 30 s) - Vogue records France 7"
- Dance with me (3 min 44 s)/Lady Champagne (2 min 25 s) - TK records USA 7"
- Dance with me (6 min 12 s)/Dance withe me (6 min 12 s) - TK records USA 12" promotionnel
- Peanut Vendor (version courte)/Let's pool (4 min 05 s) - RCA records Espagne 7"

## Remix
En 1997, la chanson est remixée par Frank 'O Moiraghi dans un samba et un dub mix.